# Hacsimura Rui
Hacsimura Rui (八村 塁, Rui Hachimura, Tojama, 1998. február 8. –) japán kosárlabdázó, aki a National Basketball Associationben szereplő Los Angeles Lakers játékosa. Egyetemen a Gonzaga Bulldogs játékosa volt és a japán válogatottban is szerepel. 203 cm magas, alacsonybedobó és erőcsatár posztokon játszik. A kilencedik helyen választotta a Washington Wizards a 2019-es NBA-drafton, amit követően 2020-ban beválasztották a második újonc csapatba.
Tojama prefektúrában született, Hacsimura sikeres volt utánpótlás szinten, a Meiszei Középiskola az ő vezetésével lett japán iskolai bajnok sorozatban háromszor és ő volt az U17-es és az U19-es válogatott egyik legjobb játékosa. 2016-ban csatlakozott a Gonzaga Egyetem csapatához, amivel az ötödik japán férfi játékos lett az NCAA első divíziójának történetében és 2017-ben az első japán férfi játékos lett, aki játszott a divízió rájátszásában. Másodévesként beválasztották az első All-WCC csapatba. Ezek mellett jelölték a Naismith Év játékosa díjra is.

## Pályafutása

### Washington Wizards (2019–2023)

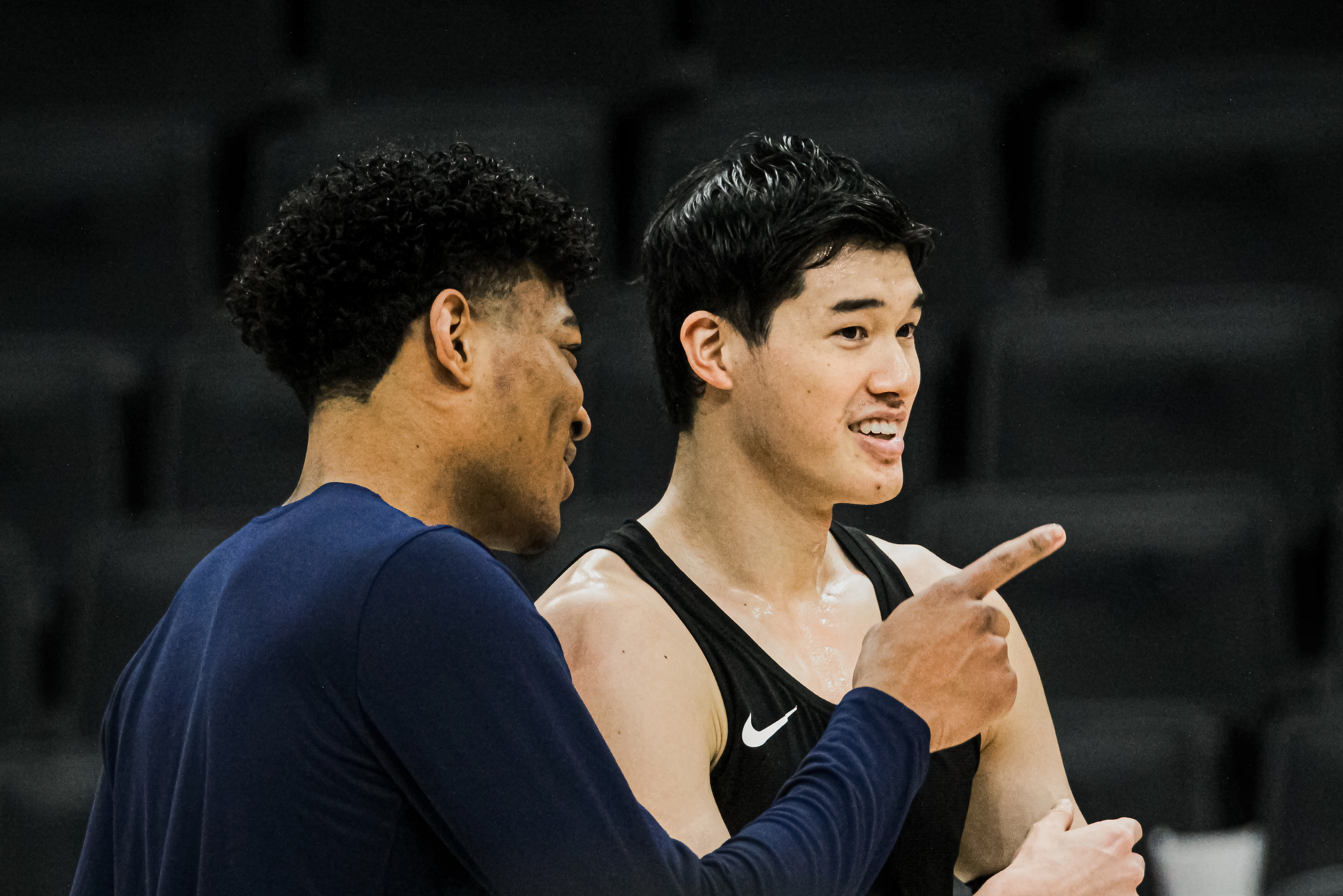
2020-ban, Vatanabe Jutával

2019. április 15-én Hacsimura bejelentette, hogy részt fog venni a 2019-es NBA-drafton, ahol a kilencedik helyen választotta a Washington Wizards csapata. Mindössze a második japán születésű játékos volt, akit draftoltak az NBA-be, Okajama Jaszutaka után (1981) és az első, akit az első körben választottak ki. 2019. október 23-án Hacsimura bemutatkozott az NBA-ben, dupla-duplát szerezve a Dallas Mavericks elleni 100–108-as vereség során, 14 ponttal és 10 lepattanóval. 2019. december 1-én karriercsúcs 30 pontot szerzett a Los Angeles Clippers ellen, kilenc lepattanó, három gólpassz és egy labdaszerzés mellett. Ugyanebben a hónapban ő és Vatanabe Juta (Memphis Grizzlies) lettek az első japán játékosok, akik egymás ellen játszottak a ligában.
2019. december 16-án megsérült a Detroit Pistons ellen és több mérkőzést is ki kellett hagynia. 2020. szeptember 15-én beválasztották a szezon második újonc csapatába.
A 2021–2022-es évadban Hacsimura 42 mérkőzésen játszott, 11,3 pontot, 3,8 lepattanót és 1,1 gólpasszt átlagolva, ami egy kisebb visszaesést jelentett az előző évhez képest. Ennek ellenére hárompontos hatékonysága fejlődött, 44,7%-os átlagát mindössze Luke Kennard (44,9%) előzte meg az egész ligában.

### Los Angeles Lakers (2023–napjainkig)
2023. január 23-án a Los Angeles Lakers bejelentette, hogy megszerezték a Hacsimura játékjogát Kendrick Nunnért és három második köri választásért cserébe.

## Statisztika

### Egyetem
| Év        | Csapat           | JM  | KM | JP/M | MG%  | 3P%  | BD%  | LP/M | GP/M | L/M | B/M | P/M  |
| --------- | ---------------- | --- | -- | ---- | ---- | ---- | ---- | ---- | ---- | --- | --- | ---- |
| 2016–2017 | Gonzaga Bulldogs | 28  | 0  | 4,6  | .528 | .286 | .542 | 1,4  | 0,1  | 0,2 | 0,1 | 2,6  |
| 2017–2018 | Gonzaga Bulldogs | 37  | 2  | 20,7 | .568 | .192 | .795 | 4,7  | 0,6  | 0,5 | 0,5 | 11,6 |
| 2018–2019 | Gonzaga Bulldogs | 37  | 37 | 30,2 | .591 | .417 | .739 | 6,5  | 1,5  | 0,9 | 0,7 | 19,7 |
| Összesen  | Összesen         | 102 | 39 | 19,7 | .579 | .316 | .746 | 4,4  | 0,8  | 0,6 | 0,5 | 12,1 |

### NBA

#### Alapszakasz
| Év        | Csapat             | JM  | KM  | JP/M | MG%  | 3P%  | BD%  | LP/M | GP/M | L/M | B/M | P/M  |
| --------- | ------------------ | --- | --- | ---- | ---- | ---- | ---- | ---- | ---- | --- | --- | ---- |
| 2019–2020 | Washington Wizards | 48  | 48  | 30,1 | .466 | .287 | .829 | 6,1  | 1,8  | 0,8 | 0,2 | 13,5 |
| 2020–2021 | Washington Wizards | 57  | 57  | 31,5 | .478 | .328 | .770 | 5,5  | 1,4  | 0,8 | 0,1 | 13,8 |
| 2021–2022 | Washington Wizards | 42  | 13  | 22,5 | .491 | .447 | .697 | 3,8  | 1,1  | 0,5 | 0,2 | 11,3 |
| 2022–2023 | Washington Wizards | 30  | 0   | 24,3 | .488 | .337 | .759 | 4,3  | 1,2  | 0,4 | 0,4 | 13,0 |
| 2022–2023 | Los Angeles Lakers | 33  | 9   | 22,4 | .485 | .296 | .721 | 4,7  | 0,7  | 0,2 | 0,4 | 11,2 |
| 2023–2024 | Los Angeles Lakers | 68  | 39  | 26,8 | .537 | .422 | .739 | 4,3  | 1,2  | 0,6 | 0,4 | 13,6 |
| 2024–2025 | Los Angeles Lakers | 59  | 57  | 31,7 | .509 | .413 | .770 | 5,0  | 1,4  | 0,8 | 0,4 | 13,1 |
| Összesen  | Összesen           | 337 | 223 | 27,7 | .496 | .381 | .764 | 4,9  | 1,3  | 0,6 | 0,3 | 12,8 |

#### Play-in
| Év       | Csapat             | JM | KM | JP/M | MG%  | 3P%   | BD%   | LP/M | GP/M | L/M | B/M | P/M  |
| -------- | ------------------ | -- | -- | ---- | ---- | ----- | ----- | ---- | ---- | --- | --- | ---- |
| 2021     | Washington Wizards | 2  | 2  | 21,0 | .769 | .667  | 1.000 | 3,0  | 1,0  | 0,0 | 0,5 | 13,0 |
| 2023     | Los Angeles Lakers | 1  | 0  | 26,6 | .375 | .400  | 1.000 | 2,0  | 1,0  | 0,0 | 0,0 | 12,0 |
| 2024     | Los Angeles Lakers | 1  | 1  | 32,7 | .833 | 1.000 | .500  | 1,0  | 1,0  | 1,0 | 0,0 | 13,0 |
| Összesen | Összesen           | 4  | 3  | 25,3 | .667 | .600  | .900  | 2,3  | 1,0  | 0,3 | 0,3 | 12,8 |

#### Rájátszás
| Év       | Csapat             | JM | KM | JP/M | MG%  | 3P%  | BD%   | LP/M | GP/M | L/M | B/M | P/M  |
| -------- | ------------------ | -- | -- | ---- | ---- | ---- | ----- | ---- | ---- | --- | --- | ---- |
| 2021     | Washington Wizards | 5  | 5  | 34,6 | .617 | .600 | .583  | 7,2  | 1,0  | 0,4 | 0,2 | 14,8 |
| 2023     | Los Angeles Lakers | 16 | 1  | 24,3 | .557 | .487 | .882  | 3,6  | 0,6  | 0,5 | 0,3 | 12,2 |
| 2024     | Los Angeles Lakers | 5  | 5  | 30,5 | .395 | .357 | .500  | 3,8  | 0,8  | 0,0 | 0,0 | 7,8  |
| 2025     | Los Angeles Lakers | 5  | 5  | 36,4 | .491 | .484 | 1.000 | 4,6  | 1,0  | 0,6 | 0,6 | 14,8 |
| Összesen | Összesen           | 31 | 16 | 28,9 | .531 | .485 | .772  | 4,4  | 0,8  | 0,4 | 0,3 | 12,3 |

### A válogatottban
| Év   | Csapat | JM | KM | JP/M | MG%  | 3P%  | BD%  | LP/M | GP/M | L/M | B/M | P/M  | Kiírás                        |
| ---- | ------ | -- | -- | ---- | ---- | ---- | ---- | ---- | ---- | --- | --- | ---- | ----------------------------- |
| 2015 | Japán  | 6  | 0  | 6    | .333 | .000 | .000 | 0,2  | 0,0  | 0,0 | 0,0 | 1,8  | William Jones Cup             |
| 2017 | Japán  | 4  | 4  | 30,2 | .576 | .286 | .762 | 6,0  | 1,2  | 1,8 | 1,0 | 21,5 | Ázsiai világbajnoki selejtező |